# Katja Višnar
Katja Višnar (* 21. März 1984 in Jesenice) ist eine ehemalige slowenische Skilangläuferin.

## Werdegang
Zwischen 2001 und 2006 nahm Višnar am Continentalcup und am Skilanglauf-Alpencup teil. Ihr erstes Weltcuprennen lief sie im Oktober 2006 in Düsseldorf. Im Sprint belegte sie den 27. Platz und gewann ihre ersten Weltcuppunkte. Ihre beste Platzierung bei den nordischen Skiweltmeisterschaften 2007 in Sapporo war der 38. Platz im Sprint. Seit 2006 trat sie neben den Weltcup auch bei einigen Alpencup Rennen an, bei dem ihre beste Platzierung in der Saison 2007/08 der 33. Platz in der Gesamtwertung war. Im Weltcup hat sie sich auf Sprintwettbewerbe spezialisiert. Bei den nordischen Skiweltmeisterschaften 2009 in Liberec erreichte sie den 26. Platz im Sprint. In der Weltcupsaison 2009/10 konnte in Rybinsk mit den sechsten Rang im Sprint erstmals eine Top-Zehn-Platzierung im Weltcup erreichen. Zwei Tage später erreichte sie den zweiten Platz im Teamsprint. Die Saison beendete sie mit dem 44. Platz in der Gesamtwertung dem 11. Platz in der Sprintwertung. Bei den Olympischen Winterspielen 2010 in Vancouver belegte Višnar den 16. Platz im Sprint. In der Weltcupsaison 2010/11 konnte sie in Rybinsk mit dem zweiten Platz im Sprint erstmals ein Podestplatz im Einzel belegen. Bei den nordischen Skiweltmeisterschaften 2011 in Oslo belegte sie den 21. Platz im Sprint und den fünften Platz im Teamsprint. Die Saison beendete sie auf den achten Platz der Sprintwertung. Im Sommer 2011 gewann sie bei den Rollerski-Weltmeisterschaften 2011 in Aure und in Kristiansund Bronze im Sprint. Bei den nordischen Skiweltmeisterschaften 2013 im Val di Fiemme verpasste sie Sprint mit dem vierten Platz nur knapp eine Medaille. Im Teamsprint wurde sie Sechste. Bei den Olympischen Winterspielen 2014 in Sotschi erreichte sie den neunten Platz im Sprint. Die Saison 2013/14 beendete sie auf dem sechsten Platz in der Sprintwertung und dem 22. Rang in der Gesamtwertung. Zu Beginn der Saison 2014/15 erreichte sie in Ruka den zweiten Rang im Sprint. Sie kam in der Saison bei allen Sprintrennen in die Punkteränge und beendete die Saison wie im Vorjahr auf dem sechsten Rang im Sprintweltcup. Ihre besten Ergebnisse bei den nordischen Skiweltmeisterschaften 2015 in Falun waren der 11. Platz im Sprint und der neunte Rang im Teamsprint. Nachdem sie in der Saison 2015/16 wegen einer Schwangerschaft eine Pause einlegte, kam sie in der Saison 2016/17 im Weltcupeinzel zweimal unter die ersten Zehn und erreichte den 16. Platz im Sprintweltcup. Ihre besten Platzierungen bei den nordischen Skiweltmeisterschaften 2017 in Lahti waren der 21. Platz im Sprint, der 13. Rang mit der Staffel und der achte Platz zusammen mit Anamarija Lampič im Teamsprint. In der Saison 2017/18 errang sie mit sieben Platzierungen in den Punkterängen den 16. Platz im Sprintweltcup. Bei den Olympischen Winterspielen 2018 in Pyeongchang lief sie im Sprint auf den 16. Platz und mit der Staffel auf den achten Platz. Ende April 2018 gewann sie den Svalbard Skimaraton über 42 km klassisch.
In der Saison 2018/19 belegte Višnar den 54. Platz beim Lillehammer Triple und den 55. Rang beim Weltcupfinale in Québec. Zudem kam sie Sprint dreimal unter die ersten Zehn und errang damit den 32. Platz im Gesamtweltcup und auf den 13. Platz im Sprintweltcup. Beim Saisonhöhepunkt, den nordischen Skiweltmeisterschaften 2019 in Seefeld in Tirol, gewann sie zusammen mit Anamarija Lampič im Teamsprint die Silbermedaille. Zudem lief sie dort auf den 26. Platz im Sprint und auf den neunten Platz mit der Staffel. Letztmals im Weltcup startete sie im März 2020 in Drammen, wobei sie den 13. Platz im Sprint errang.

## Teilnahmen an Weltmeisterschaften und Olympischen Winterspielen

### Olympische Spiele
- 2010 Vancouver: 14. Platz Staffel, 16. Platz Sprint klassisch
- 2014 Sotschi: 9. Platz Sprint Freistil, 9. Platz Teamsprint klassisch, 10. Platz Staffel, 52. Platz 10 km klassisch
- 2018 Pyeongchang: 8. Platz Staffel, 16. Platz Sprint klassisch

### Nordische Skiweltmeisterschaften
- 2007 Sapporo: 38. Platz Sprint klassisch, 66. Platz 10 km Freistil
- 2009 Liberec: 26. Platz Sprint Freistil
- 2011 Oslo: 5. Platz Teamsprint klassisch, 21. Platz Sprint Freistil
- 2013 Val di Fiemme: 4. Platz Sprint klassisch, 6. Platz Teamsprint Freistil, 14. Platz Staffel
- 2015 Falun: 9. Platz Teamsprint Freistil, 10. Platz Staffel, 11. Platz Sprint klassisch, 36. Platz 10 km Freistil
- 2017 Lahti: 8. Platz Teamsprint klassisch, 13. Platz Staffel, 21. Platz Sprint Freistil, 46. Platz 10 km klassisch
- 2019 Seefeld in Tirol: 2. Platz Teamsprint klassisch, 9. Platz Staffel, 26. Platz Sprint Freistil

## Siege bei Continental-Cup-Rennen
| Nr. | Datum            | Ort      | Disziplin       | Serie    |
| --- | ---------------- | -------- | --------------- | -------- |
| 1.  | 7. Dezember 2019 | Pokljuka | Sprint Freistil | Alpencup |

## Platzierungen im Weltcup

### Weltcup-Statistik
Die Tabelle zeigt die erreichten Platzierungen im Einzelnen.
- 1.–3. Platz: Anzahl der Podiumsplatzierungen
- Top 10: Anzahl der Platzierungen unter den ersten zehn
- Punkteränge: Anzahl der Platzierungen innerhalb der Punkteränge
- Starts: Anzahl gelaufener Rennen in der jeweiligen Disziplin
- Hinweis: Bei den Distanzrennen erfolgt die Einordnung gemäß FIS.

| Platzierung         | Distanzrennen a | Distanzrennen a | Distanzrennen a | Distanzrennen a | Distanzrennen a | Skiathlon Verfolgung | Sprint | Etappen- rennen b | Gesamt | Team   | Team    |
| Platzierung         | ≤ 5 km          | ≤ 10 km         | ≤ 15 km         | ≤ 30 km         | > 30 km         | Skiathlon Verfolgung | Sprint | Etappen- rennen b | Gesamt | Sprint | Staffel |
| ------------------- | --------------- | --------------- | --------------- | --------------- | --------------- | -------------------- | ------ | ----------------- | ------ | ------ | ------- |
| 1. Platz            |                 |                 |                 |                 |                 |                      |        |                   |        |        |         |
| 2. Platz            |                 |                 |                 |                 |                 |                      | 3      |                   | 3      | 1      |         |
| 3. Platz            |                 |                 |                 |                 |                 |                      |        |                   |        |        |         |
| Top 10              |                 |                 |                 |                 |                 |                      | 29     |                   | 29     | 9      | 3       |
| Punkteränge         |                 | 1               |                 |                 |                 |                      | 103    |                   | 104    | 17     | 6       |
| Starts              | 15              | 12              |                 |                 |                 | 15                   | 119    | 7                 | 168    | 17     | 6       |
| Stand: Karriereende |                 |                 |                 |                 |                 |                      |        |                   |        |        |         |

### Weltcup-Gesamtplatzierungen
| Saison  | Gesamt | Gesamt | Distanz | Distanz | Sprint | Sprint |
| Saison  | Punkte | Platz  | Punkte  | Platz   | Punkte | Platz  |
| ------- | ------ | ------ | ------- | ------- | ------ | ------ |
| 2006/07 | 7      | 101.   | -       | -       | 7      | 70.    |
| 2007/08 | 47     | 55.    | -       | -       | 47     | 39.    |
| 2008/09 | 53     | 63.    | -       | -       | 53     | 40.    |
| 2009/10 | 184    | 44.    | -       | -       | 184    | 11.    |
| 2010/11 | 266    | 30.    | -       | -       | 266    | 8.     |
| 2011/12 | 220    | 35.    | -       | -       | 220    | 13.    |
| 2012/13 | 164    | 40.    | -       | -       | 164    | 14.    |
| 2013/14 | 284    | 22.    | 4       | 82.     | 280    | 6.     |
| 2014/15 | 260    | 25.    | -       | -       | 260    | 6.     |
| 2015/16 | -      | -      | -       | -       | -      | -      |
| 2016/17 | 148    | 39.    | -       | -       | 148    | 16.    |
| 2017/18 | 129    | 46.    | -       | -       | 129    | 16.    |
| 2018/19 | 225    | 32.    | -       | -       | 225    | 13.    |
| 2019/20 | 127    | 46.    | -       | -       | 127    | 18.    |